# Diable de Tasmània
El diable de Tasmània (Sarcophilus harrisii) és una espècie de marsupial dasiüromorf de la família dels dasiúrids. Fins fa poc, era endèmic de l'estat insular de Tasmània, però a finals del 2020 en fou reintroduïda una petita població viable a Nova Gal·les del Sud, a l'Austràlia continental. De dimensions comparables a les d'un gos menut, és el marsupial carnívor més gros del món des de l'extinció del llop marsupial el 1936. És un parent proper dels gats marsupials i llunyà del llop marsupial. Es tracta d'un animal de constitució robusta i musculada, pelatge negre, olor intensa i olfacte ben desenvolupat que emet crits molt forts i esgarrifosos i mostra una gran ferocitat quan menja. La grandària del cap i el coll li permet exercir una força de mossegada de les més potents dels mamífers depredadors terrestres actuals en proporció a la seva mida. Caça i consumeix carronya.
El diable de Tasmània fou extirpat del continent australià uns 400 anys abans de l'arribada dels colons europeus el 1788. Com que eren vists com una amenaça per al bestiar a Tasmània, els diables foren caçats fins al 1941, quan foren protegits oficialment. Des de finals de la dècada del 1990, la malaltia de tumors facials del diable de Tasmània ha reduït significativament el nombre de diables i actualment amenaça la supervivència de l'espècie, que el maig del 2009 fou declarada amenaçada. El Govern de Tasmània ha engegat programes per contenir la malaltia.

## Taxonomia
El naturalista George Harris escrigué la primera descripció publicada del diable de Tasmània el 1807 i l'anomenà Didelphis ursina. El 1838, el diable fou reanomenat Dasyurus laniarius per Richard Owen abans que el 1841 Pierre Boitard el mogués al gènere Sarcophilus i el reanomenés Sarcophilus harrisii, o «carnòfil de Harris». Una revisió taxonòmica posterior, publicada el 1987, intentà canviar el nom de l'espècie a Sarcophilus laniarius, basant-se en un registre fòssil continental d'uns pocs animals. Tanmateix, això no fou acceptat per la gran majoria de la comunitat taxonòmica, de manera que es retingué el nom S. harrisii, mentre que S. laniarius ha estat relegat a espècie fòssil. Anàlisis filogenètiques indiquen que el parent vivent més proper del diable són els gats marsupials i que té una relació més distant amb el llop marsupial.

## Descripció

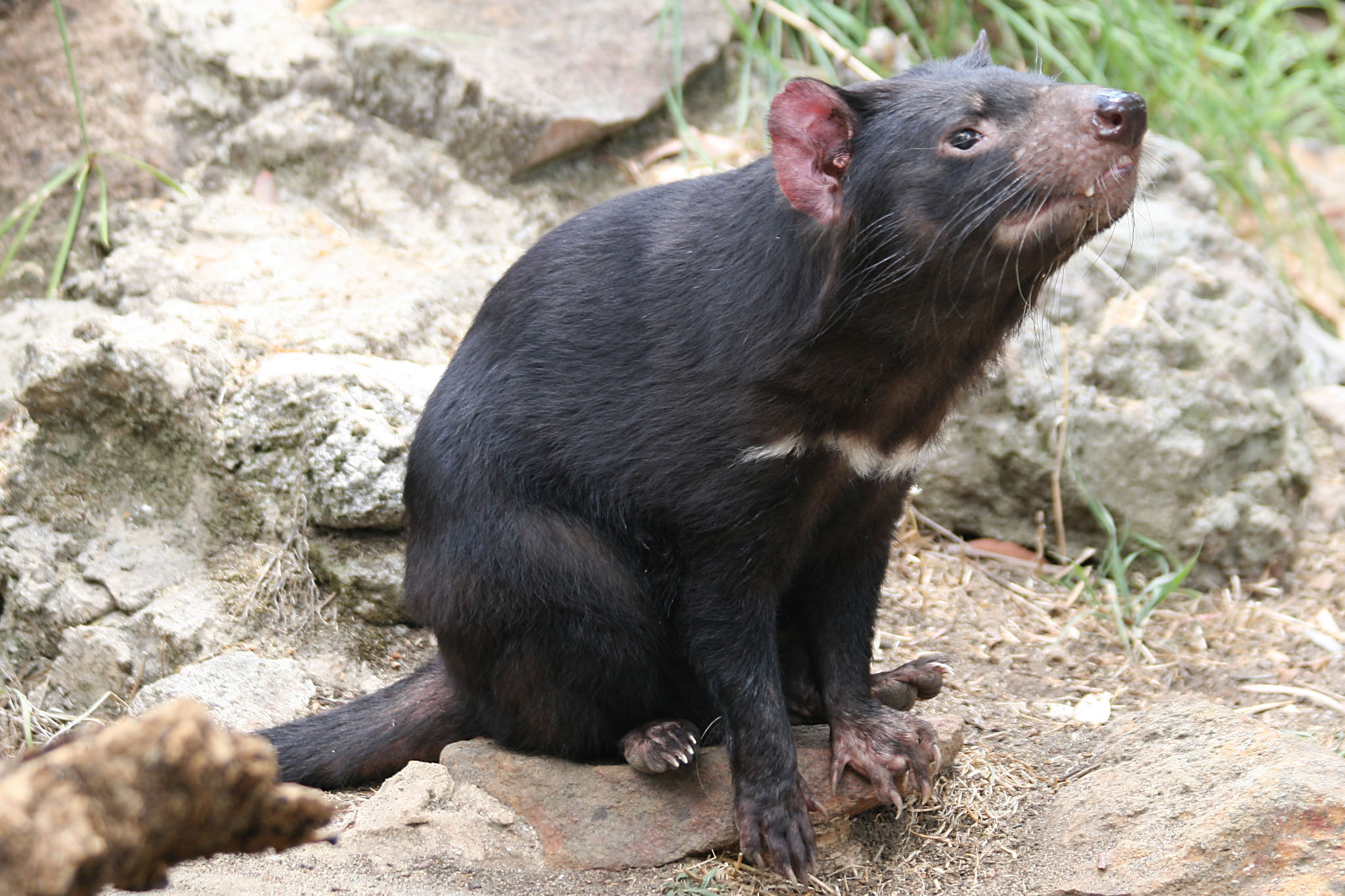
Els bigotis del diable l'ajuden a detectar preses.

El diable de Tasmània és el marsupial carnívor vivent més gros d'Austràlia. Té una constitució com ajupida i gruixuda, amb un cap gros i una cua que fa, aproximadament, la meitat de la seva llargada corporal. El diable emmagatzema greix corporal a la cua, de manera que els exemplars malalts solen tenir una cua prima. Una cosa inusual en un marsupial, les seves potes anteriors són lleugerament més llargues que les posteriors. Els diables poden córrer fins a 13 km/h sobre distàncies curtes. El pelatge sol ser negre, tot i que són habituals taques blanques irregulars al pit i al darrere. Els mascles són sovint més grossos que les femelles, amb una llargada mitjana de cap i cos de 65,2 cm, amb una cua de 25,8 cm i un pes mitjà de 8 kg. Les femelles tenen una llargada mitjana de cap i cos de 57 cm, amb una cua de 24,4 cm i un pes mitjà de 6 kg. S'estima en sis anys la longevitat mitjana d'un diable de Tasmània salvatge, tot i que en captivitat poden viure més temps.
El diable té llargs bigotis a la cara i en rulls a dalt del cap. Els bigotis li permeten detectar preses quan busca en la foscor i l'ajuden a saber quan hi ha altres diables a prop durant l'alimentació. Quan s'esvera, el diable pot produir una forta pudor, que rivalitza fins i tot amb la de la mofeta. L'oïda és el seu sentit dominant i també té un excel·lent sentit de l'olfacte. Com que els diables cacen de nit, sembla que la seva visió és més aguda en blanc i negre. En aquestes condicions, poden detectar fàcilment objectes en moviment, però tenen dificultats a l'hora de veure objectes estacionaris. Una anàlisi de la força mossegadora dels mamífers en proporció a la seva mida corporal mostra que el diable té la mossegada més potent de qualsevol mamífer vivent. La potència de la mandíbula es deu en part al seu cap relativament gros. Un diable de Tasmània també té un conjunt de dents que creix lentament al llarg de la seva vida.

## Reproducció

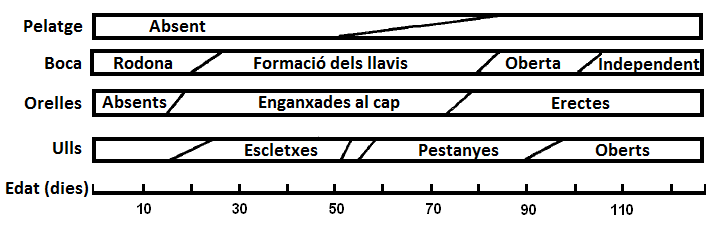
Fases del desenvolupament en la maduració de les cries de diable de Tasmània. Les línies diagonals indiquen la quantitat de temps que cal per un canvi; per exemple, calen 41 dies perquè a un diable li creixi el pelatge arreu del cos.

Les femelles comencen a criar quan assoleixen la maduresa sexual, sovint al seu segon any de vida. En aquest punt, esdevenen fèrtils una vegada per any i produeixen diversos òvuls mentre els dura el zel. L'aparellament té lloc al març, en llocs protegits, durant tant el dia com la nit. Els mascles es barallen per les femelles durant l'època d'aparellament i les femelles s'aparellen amb el mascle dominant. Els diables no són monògams i les femelles s'aparellen amb diversos mascles si el mascle dominant no les vigila després d'aparellar-s'hi. La gestació dura 21 dies, al final dels quals neixen 20-30 cries, cadascuna de les quals pesa, aproximadament, 0,18-0,24 grams. Quan neixen les cries, hi ha una competència ferotge quan es mouen de la vagina al marsupi. Un cop dins el marsupi, cadascuna d'elles roman enganxada a un mugró durant els següents cent dies. El marsupi de la femella de diable de Tasmània, com el del uombat, s'obre vers el darrere, de manera que és físicament difícil per la femella interaccionar amb les cries dins el marsupi. Malgrat la mida de la ventrada al naixement, la femella només té quatre mugrons, de manera que no hi ha mai més de quatre nadons nodrint-se al marsupi; com més vella esdevé una femella, més petites seran les seves ventrades. De mitjana, sobreviuen més femelles que mascles.
Dins el marsupi, les cries que s'alimenten creixen ràpidament. Després de 15 dies, les parts externes de l'orella esdevenen visibles. Les parpelles són aparents després de 16 dies, els bigotis després de 17 i els llavis després de 20. El pelatge comença a créixer quan tenen 49 dies i esdevé complet a l'edat de 90 dies Els seus ulls s'obren poc després del desenvolupament del seu pelatge — entre 87 i 93 dies — i les boques poden començar a deixar anar el mugró als 100 dies d'edat. Deixen el marsupi 105 dies després de néixer; pareixen petites còpies dels seus pares i pesen, aproximadament, mig quilogram. A diferència de les cries de cangur, els diables joves no tornen al marsupi, sinó que romanen al cau tres mesos més. S'aventuren fora del cau per primer cop entre l'octubre i el desembre, abans d'esdevenir independents al gener. Les femelles de diable de Tasmània estan ocupades amb la cria dels seus fills durant, aproximadament, sis mesos de l'any.

## Ecologia i comportament

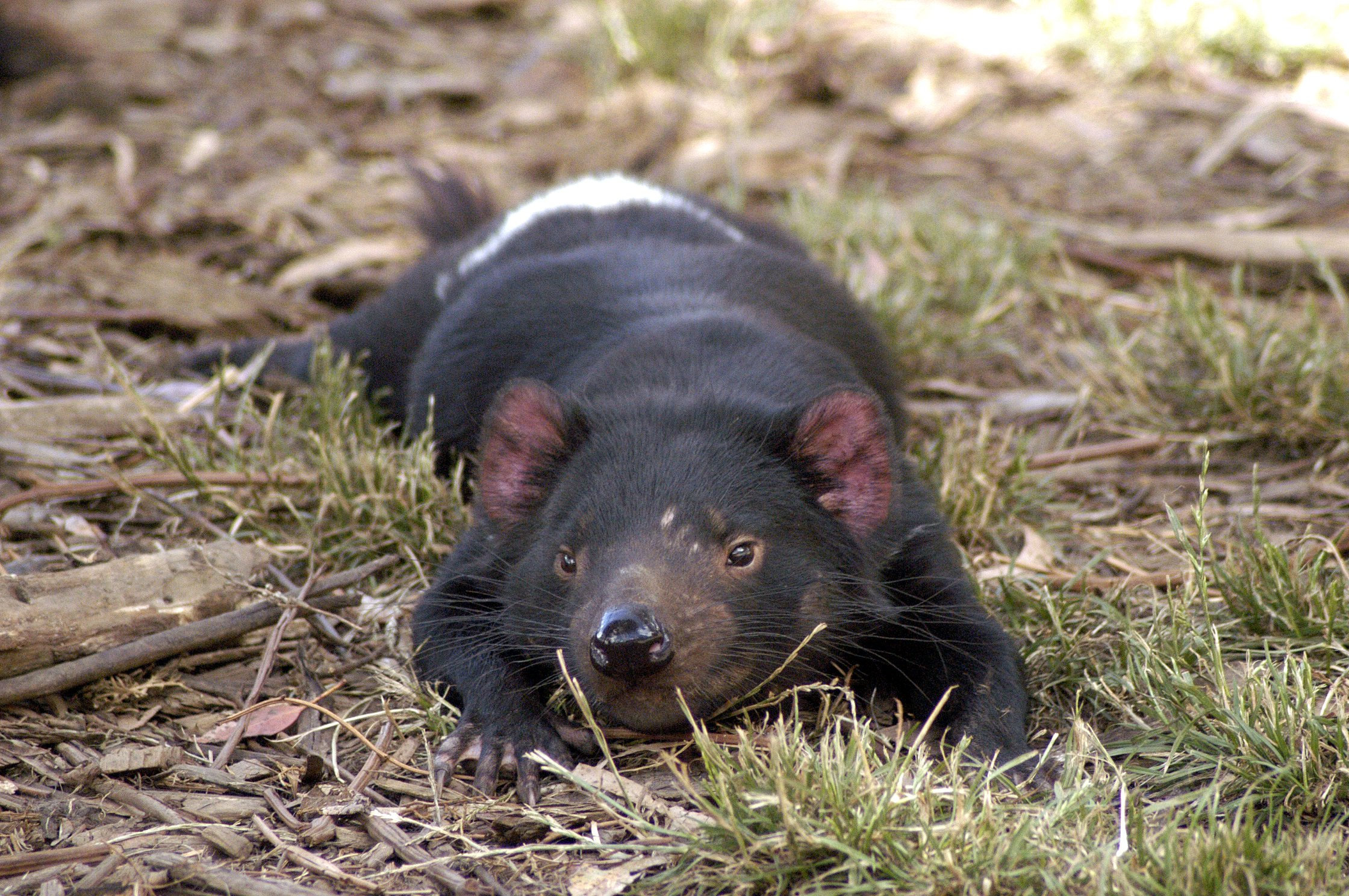
Tot i que els diables de Tasmània són nocturns, els agrada prendre el sol. Al costat de l'ull esquerre d'aquest diable es veu una cicatriu adquirida en combat.

Els diables de Tasmània s'estenen i són bastant comuns arreu de Tasmània. Viuen en tots els hàbitats de l'illa, incloent-hi els afores de les zones urbanes i els agraden en particular els boscos esclerofil·les i les zones boscoses costaneres. El diable de Tasmània és un caçador nocturn i crepuscular i roman durant el dia entre arbustos frondosos o dins un cau. Els exemplars joves també poden escalar arbres, però això esdevé més difícil a mesura que creixen. Els diables també poden nedar. Són animals predominantment solitaris i no formen grups. Ocupen territoris de 8-20 km², que poden encavalcar-se considerablement amb els d'altres animals.

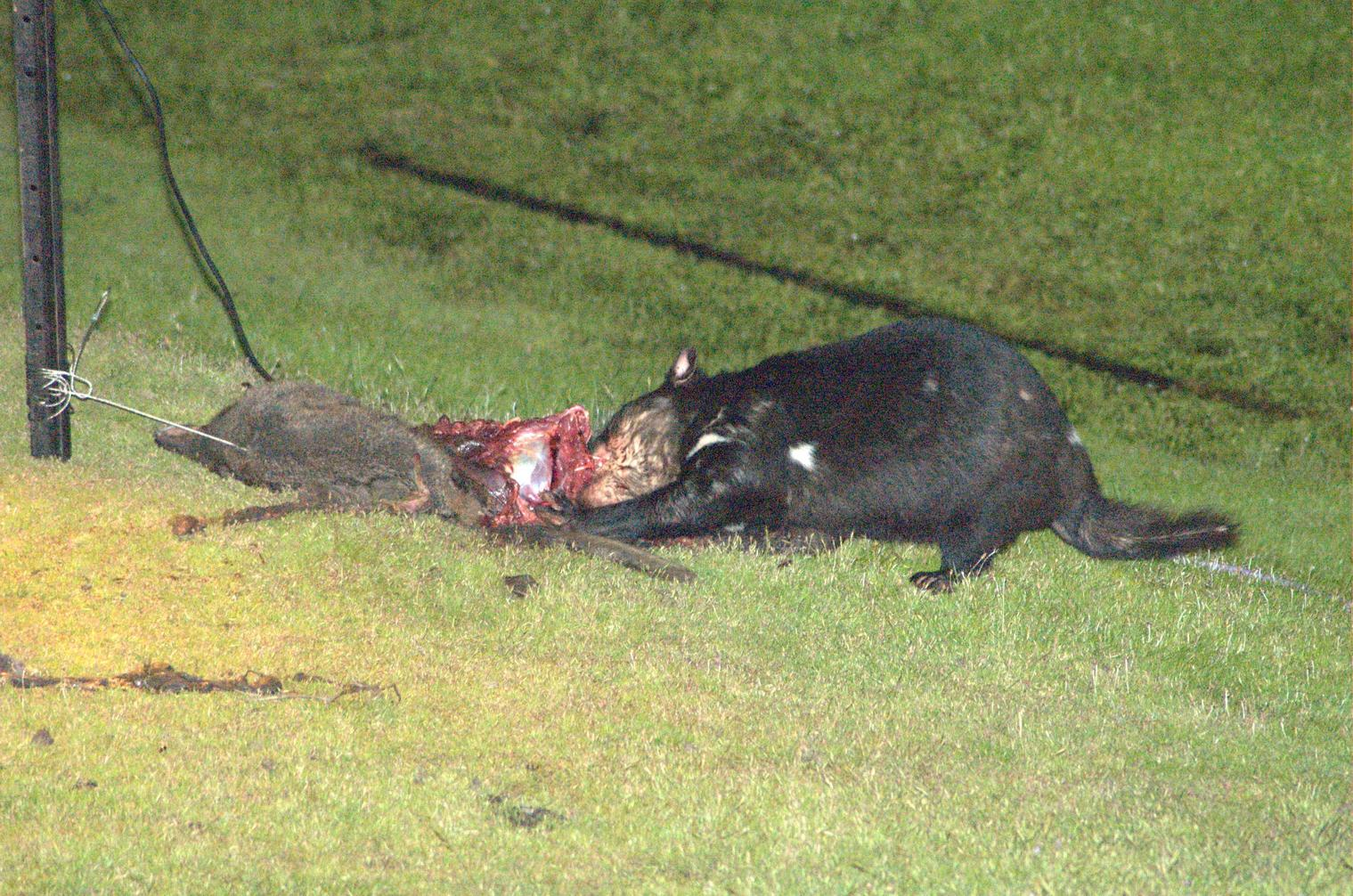
Un diable menjant-se un ualabi atropellat per un cotxe aquell mateix dia.

Els diables de Tasmània poden caçar preses de fins a la mida d'un petit ualabi, però a la pràctica són oportunistes i mengen carronya més sovint del que cacen preses vives. Tot i que el diable prefereix els uombats, menja tota mena de petits animals nadius, mamífers domèstics (incloent-hi ovelles), ocells, peixos, insectes, granotes i rèptils. La seva dieta és bastant variada i depèn de l'aliment disponible. De mitjana, es mengen un 15% del seu pes corporal cada dia; tanmateix, poden menjar-se fins a un 40% del seu pes corporal en mitja hora si en tenen l'oportunitat. Els diables de Tasmània eliminen tota resta d'un cadàver, devorant els ossos i el pelatge a més de la carn i les vísceres. En aquest aspecte, el diable s'ha guanyat la gratitud dels grangers de Tasmània, car la velocitat que netegen un cadàver contribueix a evitar que s'estenguin insectes que altrament podrien perjudicar el bestiar.
L'alimentació és un esdeveniment social pel diable de Tasmània. Gran part del soroll atribuït a l'animal és el resultat d'una alimentació comunal sorollosa, en què es poden reunir fins a dotze exemplars i que sovint se sent des de diversos quilòmetres de distància. Un estudi dels diables durant l'alimentació identificà vint postures físiques, incloent-hi el seu badall maliciós característic i els onze sons vocals que fan servir per comunicar-se mentre mengen. Solen establir dominància per mitjà de sons i postures físiques, tot i que a vegades hi ha combats. Els mascles adults són els més agressius i són habituals les cicatrius de combats per aliment o per parelles sexuals.

## Estat de conservació
Durant un temps, Tasmània fou l'últim refugi de grans carnívors marsupials. Tots els carnívors marsupials grans s'extingiren al continent australià poc després de l'arribada dels humans. Només sobrevisqueren els més petits i adaptables. Proves fòssils de l'oest de Victòria mostren que els diables de Tasmània resistiren al continent fins fa uns sis segles (uns 400 anys abans de la colonització europea). La seva extinció s'atribueix a la depredació per part dels dingos i a la caça per part dels aborígens australians. A Tasmània, lliure de dingos, els marsupials carnívors encara eren actius quan arribaren els europeus. És coneguda l'extinció del llop marsupial després de l'arribada dels europeus, però el diable de Tasmània també estigué amenaçat.
Els primers colonitzadors de Tasmània tastaren la carn del diable, que descrigueren amb un gust com de vedella. Com que es pensava que els diables caçarien i matarien animals de bestiar, ja el 1830 s'introduí un sistema de recompenses amb l'objectiu de foragitar el diable de les finques rurals. Al llarg dels cent anys següents, les trampes i els enverinaments portaren l'animal a la vora de l'extinció. Després de la mort de l'últim llop marsupial el 1936, es reconegué l'amenaça als diables. El diable de Tasmània fou protegit legalment el 1941 i a poc a poc se'n recuperaren les poblacions.
Han tingut lloc almenys dos grans declivis de les poblacions en la història coneguda, possiblement a causa d'epidèmies: el 1909 i el 1950. Segons el Departament d'Indústries Primàries i Aigua de Tasmània, la població actual de diables és d'entre 10.000 i 100.000 individus i el més probable és que hi hagi entre 20.000 i 50.000 individus madurs. El científic sènior del programa Devil Facial Tumour Disease, Hamish McCallum, ofereix una estimació més conservadora d'un mínim de 20.000 individus i un màxim de 75.000.

### Malaltia de tumors facials del diable de Tasmània

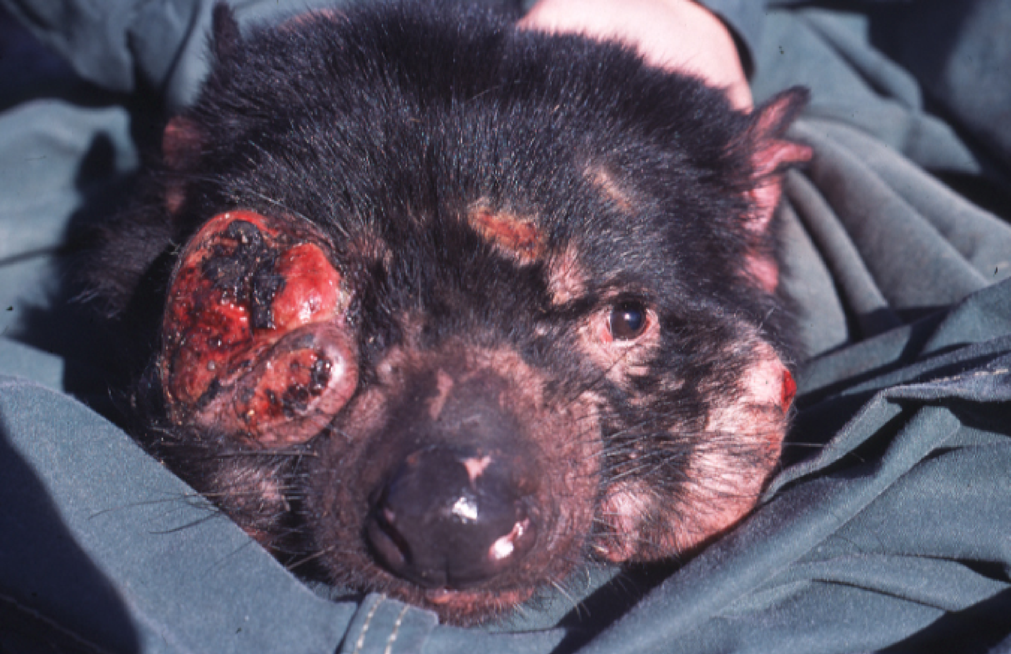
La malaltia de tumors facials del diable de Tasmània provoca la formació de tumors a l'interior i el voltant de la boca, que interfereixen amb l'alimentació i acaben causant la mort per inanició.

Observada per primer cop el 1995, la malaltia de tumors facials del diable de Tasmània (DFTD) ha fet estralls en els diables salvatges de Tasmània. Les estimacions del seu impacte van d'un 20% fins a un 50% de declivi en la població de diables, amb més d'un 65% de l'estat afectat. Les poblacions d'alta densitat afectades sofreixen una mortalitat de fins al 100% en 12-18 mesos. L'espècie fou classificada com a vulnerable sota la Llei de Protecció de les Espècies Amenaçades del 1995 de Tasmània i la Llei de Protecció del Medi Ambient i de la Conservació de la Biodiversitat del 1999 d'Austràlia el 2006, cosa que significa que es troba en perill d'extinció a «mitjà termini» La UICN no solia considerar l'espècie com a amenaçada; quan fou avaluada el 1996, se la llistà com a espècie en risc mínim. Tanmateix, el 2008 la UICN revisà la seva posició i el diable fou, finalment, declarat espècie amenaçada.
S'està fent un seguiment de les poblacions salvatges de diables de Tasmània per supervisar l'expansió de la malaltia i identificar canvis en la seva prevalença. El seguiment de camp implica capturar diables dins d'una zona definida per comprovar si la malaltia està present i determinar el nombre d'animals afectats. Es visita repetidament la mateixa àrea per determinar l'expansió de la malaltia al llarg del temps. Fins ara, s'ha establert que els efectes a curt termini de la malaltia en una àrea poden ser greus. Un seguiment a llarg termini de les zones serà essencial per determinar si els efectes romanen o si les poblacions es poden recuperar. Els treballadors de camp també estan comprovant l'eficàcia a l'hora d'eliminar la malaltia per mitjà de la captura i retirada dels diables malalts. S'espera que la retirada dels diables malalts de les poblacions salvatges disminueixi la prevalença de la malaltia i permeti a més diables sobreviure més enllà de la joventut i reproduir-se.
La malaltia és un exemple de càncer transmissible, és a dir, que es pot encomanar entre els animals. Mentre no es trobi una cura, els científics estan retirant els animals malalts i posant els exemplars sans en quarantena com a mesura de precaució davant de la possible extinció de les poblacions salvatges. El grau extremament baix de diversitat genètica dels diables de Tasmània i una mutació cromosòmica que no es dona en cap altre animal carnívor fan que siguin particularment vulnerables a aquest càncer infecciós.
S'estan establint dues poblacions de «reserva» de diables lliures de la malaltia en unes instal·lacions urbanes a Hobart (un suburbi de Taroona) i a Maria Island, davant la costa oriental de Tasmània. La cria en captivitat en zoos del continent també és una possibilitat. El declivi en el nombre de diable també és vist com a problema ecològic, car es creu que la seva presència en l'ecosistema forestal de Tasmània ha evitat l'establiment de la guineu comuna, introduïda il·legalment a Tasmània el 2001. Les guineus són una espècie introduïda problemàtica a la resta d'estats australians i l'establiment de guineus a Tasmània representaria un obstacle per la recuperació del diable de Tasmània.
Una investigació recent de la Universitat de Sydney ha revelat que el càncer facial infecciós podria ser capaç d'estendre's a causa d'una diversitat genètica extremament baixa en els gens immunitaris dels diables (MHC I i MHC), cosa que propicià preguntes sobre com de bé poden sobreviure poblacions d'animals petites i potencialment endogàmiques.
Els científics han quedat astorats de trobar nivells elevats de productes químics ignífugs potencialment carcinògens en diables de Tasmània. Els resultats preliminars de proves encarregades pel Govern de Tasmània sobre els productes químics trobats al teixit adipós de setze diables han revelat nivells elevats d'hexabromobienil (BB153) i «bastant elevats» d'èter decabromodifenil (BDE209).

## Aspectes culturals

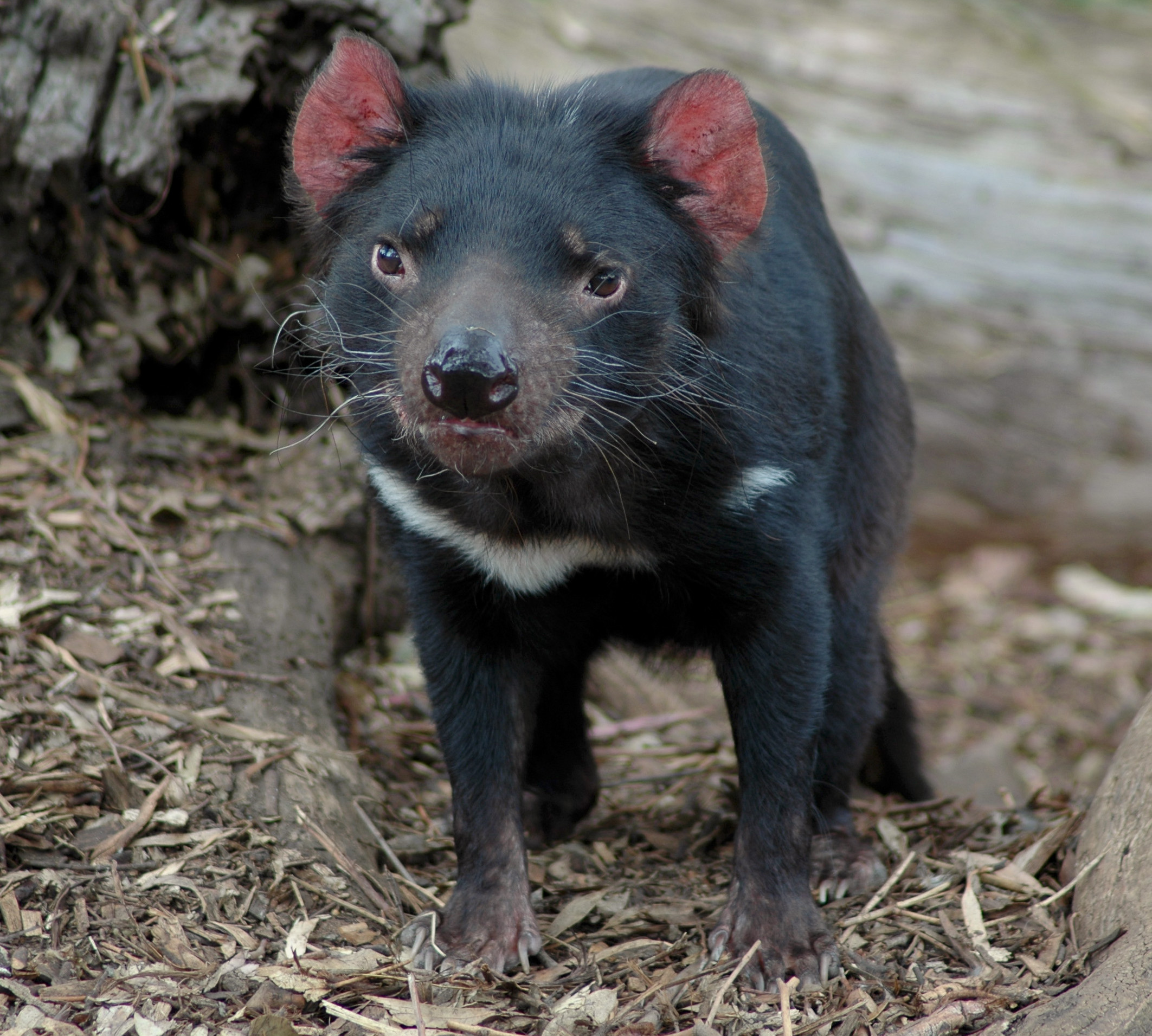
Les orelles d'un diable enrogeixen quan s'excita.

El diable de Tasmània és un animal icònic a Austràlia; és el símbol del Servei de Parcs Nacionals i de Fauna de Tasmània i l'equip de futbol australià que juga a la Victorian Football League és conegut com a Tasmanian Devils Football Club. El desaparegut equip de bàsquet de la NBL, els Hobart Devils, també devia el nom a l'animal. El diable fou un dels sis animals nadius australians que aparegueren a les monedes commemoratives de dos-cents dòlars australians emeses entre el 1989 i el 1994. Els diables de Tasmània són populars amb els turistes domèstics i internacionals. A causa de la seva personalitat única, el diable de Tasmània ha estat el protagonista de nombrosos documentals i llibres per nens de no-ficció. El documental australià més recent sobre el diable, Terrors of Tasmania, dirigit i produït per David Parer i Elizabeth Parer-Cook, fou llançat el 2005. El documental segueix una femella de diable anomenada Manganinnie al llarg de l'època d'aparellament i del naixement i la cria dels seus bebès. El documental també observa l'efecte de la malaltia de tumors facials del diable de Tasmània i les mesures de conservació que s'han emprès per assegurar la supervivència del diable. El documental ha estat emès a la televisió a Austràlia i als Estats Units al National Geographic Channel.

Tuz el diable de Tasmània, la mascota de Linux per a la versió 2.6.29

Les restriccions sobre l'exportació dels diables de Tasmània vol dir que normalment només se'ls pot veure en captivitat a Austràlia. L'últim diable conegut a l'estranger morí al Fort Wayne Children's Zoo (EUA) el 2004. Tanmateix, el Govern de Tasmània envià un parell de diables al Zoo de Copenhaguen, després del naixement del primer fill de Frederic de Dinamarca i la seva esposa de Tasmània, Mary, a l'octubre del 2005. Aquests són els únics diables que es poden veure a l'exterior d'Austràlia.
El diable de Tasmània és conegut internacionalment com a la inspiració del personatge de dibuixos animats dels Looney Tunes Taz. Tot i que la versió de dibuixos animats sembla un diable estilitzat (canines prominents, un cap gran, potes curtes), les semblances en el comportament dels dos són poques i consisteixen principalment en un comportament sorollós i tímid i un apetit voraç. Uns investigadors també han donat a un ratolí mutant el nom de «diable de Tasmània». El ratolí mutant té un defecte en el desenvolupament de les cèl·lules dels pèls sensibles de l'orella, fent que presenti comportaments anormals com ara moviments bruscos i circulars del cap, de manera més similar al Taz dels dibuixos animats que no pas al diable de Tasmània autèntic.
Per a la versió 2.6.29 del nucli Linux, Linus Torvalds substituí temporalment la mascota Tux amb un diable de Tasmània anomenat «Tuz» per a donar suport a la Campanya Save the Tasmanian Devil.